# Lissonota flavipectus
Lissonota flavipectus là một loài tò vò trong họ Ichneumonidae.